# Nolwenn Ohwo !
Singles de Nolwenn Leroy
Inévitablement
(2004) Histoire Naturelle
(2006)
Pistes de Histoires naturelles
L'Enfant cerf-volant
Nolwenn Ohwo ! est le premier extrait de l'album Histoires naturelles de la chanteuse Nolwenn Leroy (et aussi son cinquième single) sorti le 23 janvier 2006. 
Signée par Alain Souchon, Laurent Voulzy et Nolwenn Leroy, la chanson se classe no 1 des ventes. Elle devient ainsi la première artiste issue de Star Academy à s'offrir deux no 1 des ventes de singles, après Cassé en 2003[réf. nécessaire].

## Accueil critique
Le magazine Les Inrocks salue un « effort de complexité », qualifie Nolwenn Ohwo ! de « chanson pop chouette et bizarre, avec un clip bizarre et chouette », « une espèce d'autofiction […] où l'on se dévoile à travers un miroir déformant et forcément ambigu » et remarque : « Plus maligne qu'elle n'en avait l'air, Nolwenn entonne « Je ne me prends pas pour une reine » comme pour faire un pied de nez à cette image de diva cold-wave qui lui a collé à la crinoline ».

## Liste des titres
| No | Titre                       | Paroles                                      | Musique                      | Durée |
| -- | --------------------------- | -------------------------------------------- | ---------------------------- | ----- |
| 1. | Nolwenn Ohwo ! (Radio edit) | Alain Souchon, Laurent Voulzy, Nolwenn Leroy | Laurent Voulzy               | 3:59  |
| 2. | Mystère                     | Nolwenn Leroy                                | Rod Janois, William Rousseau | 3:54  |

## Classement hebdomadaire
| Classement (2006)                       | Meilleure position |
| --------------------------------------- | ------------------ |
| Belgique (Wallonie Ultratop 50 Singles) | 3                  |
| France (SNEP)                           | 1                  |
| Suisse (Schweizer Hitparade)            | 29                 |